# 7895 Kaseda
7895 Kaseda este un asteroid din centura principală de asteroizi.

## Descriere
7895 Kaseda este un asteroid din centura principală de asteroizi. A fost descoperit pe 22 februarie 1995 la Kashihara de Fumiaki Uto. El prezintă o orbită caracterizată de o semiaxă mare de 3,15 ua, o excentricitate de 0,15 și o înclinație de 13,2° în raport cu ecliptica.